# Karsiborska Kępa
Karsiborska Kępa (do 1945 niem. Kaseburger Hutung t. Caseburger H.) – wyspa w delcie wstecznej Świny w północnej części Zalewu Szczecińskiego, od leżącej na południe i południowy zachód wyspy Karsibór oddziela ją odnoga Świny Rzecki Nurt (niem. Das Rick Beck). Leży na obszarze miejskim Świnoujścia w dzielnicy Karsibór. Wyspa nie jest zamieszkana.
Nazwę Karsiborska Kępa wprowadzono urzędowo rozporządzeniem w 1949 roku, zastępując poprzednią niemiecką nazwę wyspy – Kaseburger Hutung.